# Un burka por amor
Un burka por amor es una telepelícula española que se basa en la novela homónima de Reyes Monforte. Estrenado por Antena 3 el 24 de noviembre de 2009.

## Argumento
Un burka por amor narra la historia de amor de María, una joven española que se enamora de Rashid, un muchacho afgano que conoce en el trabajo y con el que acabará viviendo en Afganistán donde tendrán un primer hijo.
Ella decide volver a Mallorca para que su padre conozca a su nieto. El marido de María decide volver a Afganistán, donde estalla la guerra, por lo que ésta también le acompaña y acabarán atrapados en un país que vive bajo el régimen talibán, además María tendrá un segundo hijo.
Con la ayuda de su hermana Rosi y la de los servicios de inteligencia españoles, María logra escapar del peligro con sus hijos. Pero no puede dejar de pensar en su marido y hará todo lo posible por estar juntos.

## Audiencias
| Capítulo | Fecha de emisión        | Audiencia         |
| -------- | ----------------------- | ----------------- |
| 1        | 24 de noviembre de 2009 | 3 735 000 (20,7%) |
| 2        | 1 de diciembre de 2009  | 4 284 000 (24,5%) |

## Reparto
- Olivia Molina como María.
- Rafa Rojas como Rashid.
- Pepe Sancho como el padre de María.
- Anna Allen como Rosi.
- Isabel Ampudia como Montse.